# Economía real

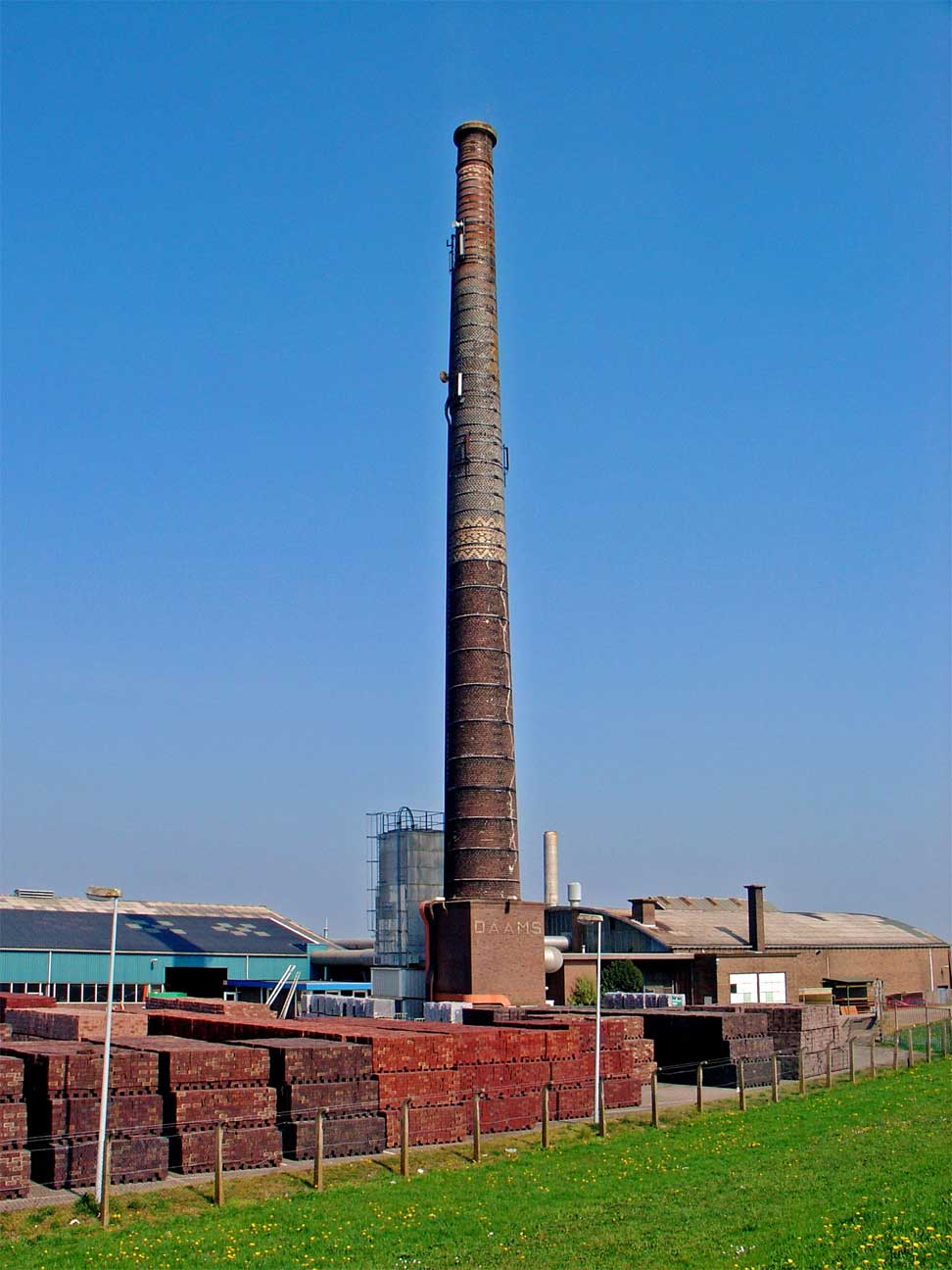
Fábrica de piedra artificial en los Países Bajos

La economía real o economía productiva consiste en el estudio de la producción, la distribución y el consumo de bienes físicos y servicios en una zona geográfica determinada y los factores que les influyen.
El término se suele usar en contraposición a la economía financiera, que estudia el intercambio de distintos bienes de capital (acciones, obligaciones, bonos, créditos, etc.). La economía financiera es mucho más volátil (está sujeta a bajas y alzas mucho más fuertes e imprevistas) que la economía real, ya que es un reflejo de las expectativas y estas pueden cambiar mucho más deprisa que los hechos. El problema viene cuando una crisis de la economía financiera se contagia a la economía real, ocasionando despidos de trabajadores, dificultad para encontrar empleo y cierre de empresas.

## Papel de la economía financiera en la economía real
La economía financiera desempeña las siguientes funciones:
- Compatibiliza en el tiempo el ahorro, el consumo y la inversión de familias y empresas. Permite que lo que ahorran unos lo inviertan otros. Por ejemplo: una familia ahorra dinero en el banco. El banco presta ese dinero a una empresa para que invierta. Si la familia guardara el dinero bajo el colchón, la empresa no podría invertir.
- Canaliza el ahorro hacia los proyectos de inversión.
- Selecciona a los receptores de fondos.
- Promueve una remuneración del ahorro (de lo contrario no se ahorraría).
- Diversifica los riesgos, al tomar de muchos depositantes y prestar a muchos inversores. Si alguno de estos últimos no puede devolver el préstamo, se puede seguir retribuyendo a los depositantes con lo que paguen los demás inversores.
- Facilita liquidez.

Una amplia disposición de liquidez en la economía financiera no necesariamente se transmite a la economía real. No basta que el dinero esté disponible, sino que además tiene que haber empresas dispuestas a pedirlo prestado e invertir con él. Sin embargo, la falta de liquidez en la economía financiera asfixia a la economía real.

## Diferencias en la influencia de la economía financiera en la economía real
Un 70 % de las familias norteamericanas ahorra a través de las bolsas de valores mediante grandes fondos de inversión. Por su parte, las empresas estadounidenses se financian mayoritariamente a través de los mercados de valores, al contrario que las europeas, que lo hacen a través de los bancos. En España, por ejemplo, solo el 20 % de las familias posee valores bursátiles. Esto explica que la relación entre economía financiera y economía real sea mucho más intensa en EE. UU. que en Europa.